# Xã Hope, Quận Lincoln, Minnesota
Xã Hope (tiếng Anh: Hope Township) là một xã thuộc quận Lincoln, tiểu bang Minnesota, Hoa Kỳ. Năm 2010, dân số của xã này là 272 người.